# あゝ甲子園
『あゝ甲子園』（ああこうしえん）は、1977年7月2日から同年9月24日までテレビ朝日系列局で放送されていた朝日放送（ABCテレビ）製作のスポーツドキュメンタリー番組である。放送時間は毎週土曜 22:30 - 23:00 （日本標準時）。

## 概要
1977年に行われた第59回全国高等学校野球選手権大会との同時進行ドキュメンタリーである。番組は同大会の地方予選から全国大会までに密着し、現場でのさまざまな人間模様を映像化していた。この番組を基にして企画されたのが、1979年に単発番組として放送され、1981年から大会期間中に連日放送されている深夜のダイジェスト『熱闘甲子園』である。また、「君よ八月に熱くなれ」と「真赤な風」（歌：高岡健二）がこの番組で初めて披露され、以来この曲は朝日放送の大会中継や『熱闘甲子園』のイメージソングとして使われるようになった。
番組の終了後、替わってプロ野球を題材にした後継番組『あゝプロ野球』がスタートした。
| テレビ朝日系列 土曜22:30 - 23:00枠               | テレビ朝日系列 土曜22:30 - 23:00枠          | テレビ朝日系列 土曜22:30 - 23:00枠             |
| 前番組                                           | 番組名                                      | 次番組                                         |
| ------------------------------------------------ | ------------------------------------------- | ---------------------------------------------- |
| オーソン・ウェルズ劇場 （1977年1月 - 1977年6月） | あゝ甲子園 （1977年7月2日 - 1977年9月24日） | あゝプロ野球 （1977年10月1日 - 1978年3月25日） |